# (114990) Szeidl
(114990) Szeidl est un astéroïde de la ceinture principale.

## Description
(114990) Szeidl est un astéroïde de la ceinture principale. Il fut découvert le 26 août 2003 à Piszkesteto par Krisztián Sárneczky et Brigitta Sipőcz. Il présente une orbite caractérisée par un demi-grand axe de 2,40 UA, une excentricité de 0,11 et une inclinaison de 1,8° par rapport à l'écliptique.

## Compléments